# Albumy numer jeden w roku 2006 (Polska)
Artykuł prezentuje listę albumów numer jeden w notowaniu OLiS w roku 2006.

## Historia listy
| Data publikacji | Album                                               | Wykonawca                     | Źródło |
| --------------- | --------------------------------------------------- | ----------------------------- | ------ |
| 2 stycznia      | Poligono Industrial                                 | Kult                          | [ 1 ]  |
| 9 stycznia      | Poligono Industrial                                 | Kult                          | [ 2 ]  |
| 16 stycznia     | Poligono Industrial                                 | Kult                          | [ 3 ]  |
| 23 stycznia     | Poligono Industrial                                 | Kult                          | [ 4 ]  |
| 30 stycznia     | Poligono Industrial                                 | Kult                          | [ 5 ]  |
| 6 lutego        | Tylko mnie kochaj                                   | Muzyka filmowa                | [ 6 ]  |
| 13 lutego       | Tylko mnie kochaj                                   | Muzyka filmowa                | [ 7 ]  |
| 20 lutego       | Tylko mnie kochaj                                   | Muzyka filmowa                | [ 8 ]  |
| 27 lutego       | Tylko mnie kochaj                                   | Muzyka filmowa                | [ 9 ]  |
| 6 marca         | Tylko mnie kochaj                                   | Muzyka filmowa                | [ 10 ] |
| 13 marca        | Tylko mnie kochaj                                   | Muzyka filmowa                | [ 11 ] |
| 20 marca        | On an Island                                        | David Gilmour                 | [ 12 ] |
| 27 marca        | Rubikon                                             | Piotr Rubik                   | [ 13 ] |
| 3 kwietnia      | Rubikon                                             | Piotr Rubik                   | [ 14 ] |
| 10 kwietnia     | Rubikon                                             | Piotr Rubik                   | [ 15 ] |
| 18 kwietnia     | Rubikon                                             | Piotr Rubik                   | [ 16 ] |
| 24 kwietnia     | Rubikon                                             | Piotr Rubik                   | [ 17 ] |
| 1 maja          | Rubikon                                             | Piotr Rubik                   | [ 18 ] |
| 15 maja         | 10000 Days                                          | Tool                          | [ 19 ] |
| 22 maja         | Stadium Arcadium                                    | Red Hot Chili Peppers         | [ 20 ] |
| 29 maja         | Happiness Is Easy                                   | Myslovitz                     | [ 21 ] |
| 5 czerwca       | Happiness Is Easy                                   | Myslovitz                     | [ 22 ] |
| 12 czerwca      | Zaprzepaszczone siły wielkiej armii świętych znaków | Coma                          | [ 23 ] |
| 19 czerwca      | Zaprzepaszczone siły wielkiej armii świętych znaków | Coma                          | [ 24 ] |
| 26 czerwca      | The Best Smooth Jazz... Ever! vol. 3                | Różni wykonawcy               | [ 25 ] |
| 3 lipca         | Radio Zet Przeboje na lato 2006                     | Różni wykonawcy               | [ 26 ] |
| 10 lipca        | Radio Zet Przeboje na lato 2006                     | Różni wykonawcy               | [ 27 ] |
| 17 lipca        | Radio Zet Przeboje na lato 2006                     | Różni wykonawcy               | [ 28 ] |
| 24 lipca        | Radio Zet Przeboje na lato 2006                     | Różni wykonawcy               | [ 29 ] |
| 31 lipca        | Ficca                                               | Virgin                        | [ 30 ] |
| 7 sierpnia      | Ficca                                               | Virgin                        | [ 31 ] |
| 14 sierpnia     | Ficca                                               | Virgin                        | [ 32 ] |
| 21 sierpnia     | Ficca                                               | Virgin                        | [ 33 ] |
| 28 sierpnia     | Ficca                                               | Virgin                        | [ 34 ] |
| 4 września      | Ficca                                               | Virgin                        | [ 35 ] |
| 11 września     | A Matter of Life and Death                          | Iron Maiden                   | [ 36 ] |
| 18 września     | Piece by Piece                                      | Katie Melua                   | [ 37 ] |
| 25 września     | Taniec z gwiazdami                                  | Orkiestra Adama Sztaby        | [ 38 ] |
| 2 października  | Piece by Piece                                      | Katie Melua                   | [ 39 ] |
| 9 października  | Piece by Piece                                      | Katie Melua                   | [ 40 ] |
| 16 października | Piece by Piece                                      | Katie Melua                   | [ 41 ] |
| 23 października | Rubikon                                             | Piotr Rubik                   | [ 42 ] |
| 30 października | Kilka historii na ten sam temat                     | Ania                          | [ 43 ] |
| 6 listopada     | Psałterz wrześniowy                                 | Zbigniew Książek, Piotr Rubik | [ 44 ] |
| 13 listopada    | Psałterz wrześniowy                                 | Zbigniew Książek, Piotr Rubik | [ 45 ] |
| 20 listopada    | Psałterz wrześniowy                                 | Zbigniew Książek, Piotr Rubik | [ 46 ] |
| 27 listopada    | Psałterz wrześniowy                                 | Zbigniew Książek, Piotr Rubik | [ 47 ] |
| 4 grudnia       | Psałterz wrześniowy                                 | Zbigniew Książek, Piotr Rubik | [ 48 ] |
| 11 grudnia      | Psałterz wrześniowy                                 | Zbigniew Książek, Piotr Rubik | [ 49 ] |
| 18 grudnia      | Psałterz wrześniowy                                 | Zbigniew Książek, Piotr Rubik | [ 50 ] |
| 27 grudnia      | Psałterz wrześniowy                                 | Zbigniew Książek, Piotr Rubik | [ 51 ] |